# 梅津真
梅津 真（うめづ まこと、1893年（明治26年）1月14日 - 1962年（昭和37年）11月12日）は、大日本帝国陸軍軍人。最終階級は陸軍少将。

## 経歴
1893年（明治26年）に福岡県で生まれた。陸軍士官学校第26期卒業。
1940年（昭和15年）8月1日に陸軍砲兵大佐進級と同時に独立野砲兵第11連隊長（駐蒙軍・第26師団）に就任し、日中戦争に出動。後套進攻作戦、中原作戦などに参加した。
1943年（昭和18年）8月に陸軍公主嶺学校教官に転じ、1944年（昭和19年）7月に第32軍兵器部長（第10方面軍）に就任した。1945年（昭和20年）1月29日に東海軍管区兵器部長兼第13方面軍兵器部長に就任し、3月1日に陸軍少将に進級。終戦時は名古屋に位置した。
1947年（昭和22年）11月28日、公職追放仮指定を受けた。